# 愛媛県道135号新居浜停車場線
愛媛県道135号新居浜停車場線（えひめけんどう135ごう にいはまていしゃじょうせん）は、愛媛県新居浜市を通る一般県道である。

## 概要
新居浜市坂井町2丁目から新居浜市坂井町1丁目に至る。

### 路線データ
- 起点：新居浜市坂井町2丁目（JR四国予讃線 新居浜駅前）
- 終点：新居浜市坂井町1丁目（愛媛県道11号新居浜角野線交点）
- 総延長：約410 m

## 地理

### 通過する自治体
- 新居浜市

### 交差する道路
| 交差する道路             | 交差する場所 | 交差する場所 |
| ------------------------ | ------------ | ------------ |
| 愛媛県道134号国領高木線  | 坂井町2丁目  |              |
| 愛媛県道11号新居浜角野線 | 坂井町1丁目  | 終点         |

### 沿線
- JR四国予讃線 新居浜駅
- 新居浜警察署 新居浜駅前交番
- 東横イン新居浜駅前
- フジ新居浜駅前店
- 東予信用金庫新居浜駅前支店